# Cerocoma adamovichiana
Cerocoma adamovichiana is een keversoort uit de familie van oliekevers (Meloidae). De wetenschappelijke naam van de soort is voor het eerst geldig gepubliceerd in 1783 door Piller & Mitterpacher.